# Franco Nones
Franco Nones (né le 1er février 1941) est un ancien skieur de fond italien
Il est connu pour avoir été le premier à vaincre les nordiques lors des Jeux olympiques. Il remporte ainsi le titre des 30 km aux Jeux olympiques d'hiver de 1968 de Grenoble.

## Hommage
Le 7 mai 2015, en présence du président du Comité national olympique italien (CONI), Giovanni Malagò, a été inauguré  le Walk of Fame du sport italien dans le parc olympique du Foro Italico de Rome, le long de Viale delle Olimpiadi. 100 tuiles rapportent chronologiquement les noms des athlètes les plus représentatifs de l'histoire du sport italien. Sur chaque tuile figure le nom du sportif, le sport dans lequel il s'est distingué et le symbole du CONI. L'une de ces tuiles lui est dédiée .

## Palmarès

### Jeux olympiques
| Épreuve / Édition | Innsbruck 1964 | Grenoble 1968 | Sapporo 1972 |
| 15 km             | 10e            | 36e           | 40e          |
| 30 km             |                | Or            |              |
| 4 × 10 km         | 5e             | 6e            |              |

### Championnats du monde
| Épreuve / Édition | Oslo 1966 |
| 30 km             | 6e        |
| 4 × 10 km         | Bronze    |